# Oghamstein von Ballingarry

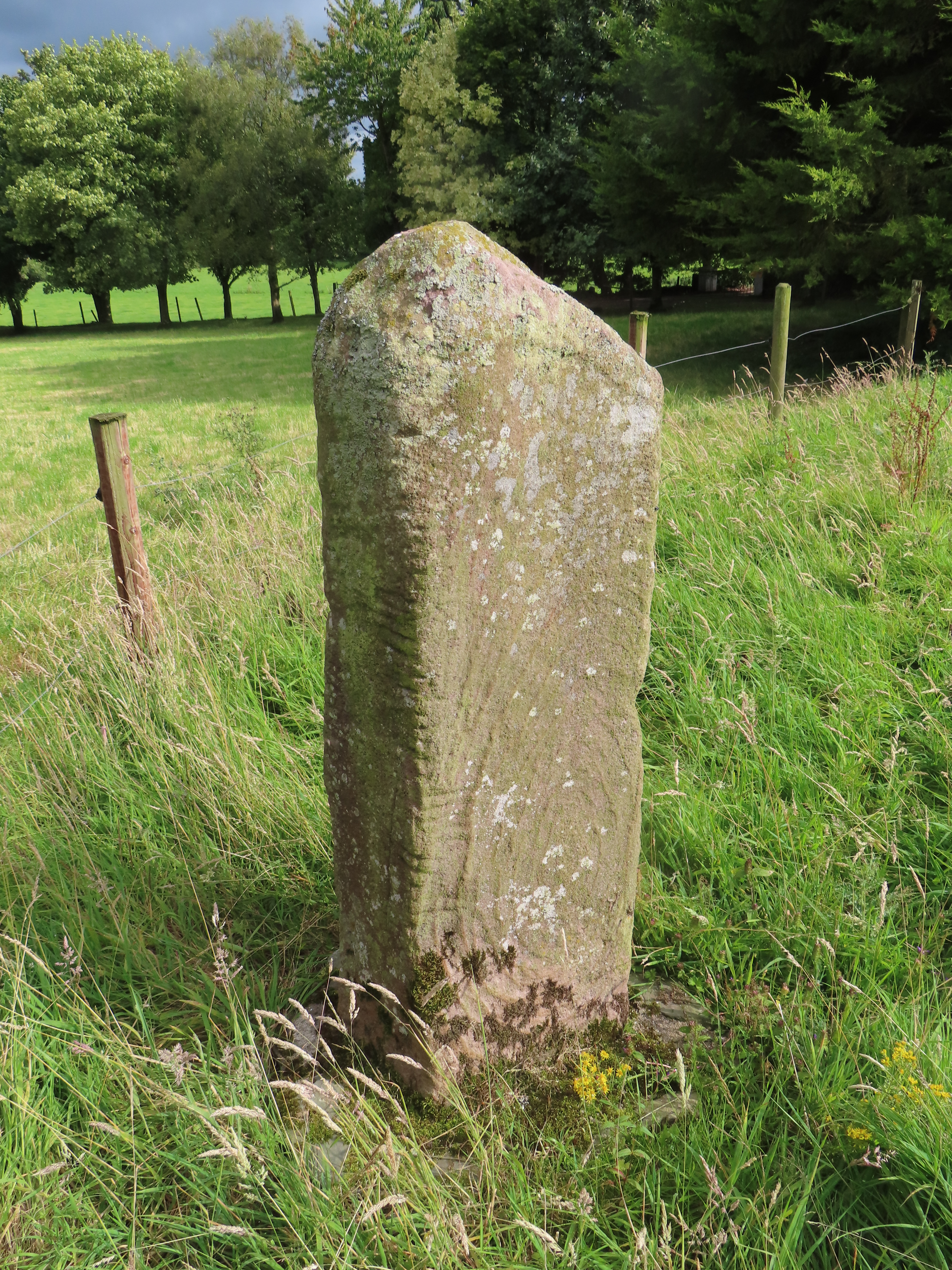
Oghamstein (Ballingarry, Co. Limerick)

Der Oghamstein von Ballingarry steht nordwestlich von Ballylanders im County Limerick in Irland.
Der Oghamstein steht auf einer Wiese. Es misst 1,47 m in der Höhe, 0,46 m in der Breite, 0,27 m in der Dicke und besteht aus rotem Sandstein. Die Oghaminschrift auf dem Rand lautet „Mailagni Maqi Gamati“. Sabine Ziegler hat den Stein auf 366 – 433 n. Chr. datiert.
Der Grundbesitzer hat um den Stein einen Zaun errichtet, um ihn vor dem Vieh zu schützen.
In der Nähe steht das National Monument Famine Warhouse 1848 (auch Ballingarry Warhouse oder The Widow McCormack's House genannt).